# 印第安纳，我们的印第安纳
《印第安纳，我们的印第安纳》是印第安纳大学的官方校歌。歌词由印第安纳大学乐队指挥拉塞尔·P·哈克创作，曲调取自巴纳姆和贝利马戏团乐队指挥卡尔·金创作的《维京进行曲》中的三重奏。
《维京进行曲》中的三重奏与行进百人队演奏的校歌之间有一个显著的区别：在原版《维京进行曲》中，三重奏的第三乐句以主音和弦结尾，而《印第安纳，我们的印第安纳》的第三乐句以大中音和弦结尾。一些竞争对手，例如俄亥俄州立大学行进乐队，在演奏《印第安纳，我们的印第安纳》时经常忽略这个细节。
这首歌首次由印第安纳大学乐队于1912年11月在对阵西北大学的一场橄榄球比赛中演奏。

## 歌词
Indiana, Our Indiana
Indiana, we're all for you
We will fight for
the Cream and Crimson
For the glory of old IU
Never daunted, we cannot falter
In the battle, we're tried and true
Indiana, Our Indiana
Indiana, we're all for you!